# Districtul Beni Yenni
Beni Yenni este un district din provincia Tizi Ouzou, Algeria.